# Curzio Malaparte
Curzio Malaparte, vlastním jménem Curt Erich Suckert (9. června 1898 Prato – 19. července 1957 Řím) byl italský spisovatel, básník, novinář a diplomat, jedna z hlavních postav literárního expresionismu a neorealismu v Itálii.
Ve světě je nejznámější svými romány Kaput a Kůže, založenými na jeho zkušenostech vojáka a novináře během druhé světové války.

## Život a dílo
Curzio Malaparte se narodil jako Curt Erich Suckert v italském Pratu do smíšené rodiny, jeho otec byl Němec, matka Italka. Svůj pseudonym důmyslně zvolil podle následujícího klíče: Curzio (Curt) Malaparte (= špatná strana, namísto Bonaparte = dobrá strana). Začal jej používat od roku 1925.
Vzdělání se mu dostalo na střední škole Cicognini v Pratu a na univerzitě La Sapienza v Římě, kde získal výjimečnou znalost klasické literatury a klasických jazyků. Kromě toho též ovládal řadu jazyků moderních. Politicky sympatizoval s anarchisty a vstoupil do zednářského řádu.
V první světové válce dobrovolně odešel na frontu a bojoval v Ardenách v řadách tzv. Garibaldiho legie. Roku 1918 získal francouzský Válečný kříž a medaili za chrabrost. O zkušenostech z války napsal dvě eseje, které v roce 1920 vydal pod názvem Válka ve Francii (La Guerra in Francia). Knížka nevzbudila velkou pozornost a Malaparte vstoupil do diplomatických služeb. Na krátký čas odešel na italskou ambasádu do Varšavy jako kulturní atašé. Poté se věnoval novinařině, od roku 1921 pracoval pro časopis La Stampa. Stýkal se s pravicovými novináři, sympatizoval s italským fašistickým hnutím. V eseji Vzpoura prokletých svatých (La rivolta dei santi maladeti) z roku 1921 se znovu vrátil k tématu první světové války přesným popisem porážky italských vojsk u Caporetta. Od roku 1922 byl aktivním členem fašistické strany. Jeho literárními vzory byli v té době básníci Giacomo Leopardi a hlavně Gabriele D’Annunzio. V roce 1926 založil společně s Massimem Bontempellim literární revui 900 (Novecento), ve které podporovali vzestup italského fašismu. V roce 1929 byl jmenován ředitelem listu La Stampa.
Malaparte se ale s fašismem postupně rozešel a přiklonil se na stranu levice. V roce 1929 podnikl cestu do Sovětského svazu, kde se setkal se Stalinem, Maximem Gorkým a Majakovským. Definitivní rozchod s fašismem znamenala kniha esejí s názvem Leninova inteligence (Intelligenzia di Lenin) z roku 1930.
Literatuře se začal plně věnovat až po roce 1927. Francouzsky psané dílo Technika státního převratu (Technique du coup d’état), které vyšlo v Paříži v roce 1931, mu získalo světovou pozornost a bylo přeloženo do mnoha jazyků. Malaparte, který v něm parodoval cestu Benita Mussoliniho k moci, byl italskými úřady v říjnu 1933 nejprve uvězněn a posléze vypovězen na Liparské ostrovy. Na přelomu 30. a 40. let 20. století si nechal postavit dům (Casa Malaparte) na mysu Massullo na jižním pobřeží ostrova Capri. Tato rezidence s výhledem na moře se často stala místem setkávání umělců a intelektuálů, jedním z nejexkluzivnějších světských salonů té doby. Malaparte v té době založil a vedl časopis Prospettive. Na přímluvu svého přítele a ministra zahraničních věcí hraběte Ciana se mohl volně pohybovat již před koncem trestu. V roce 1939 odcestoval na reportáž do východní Afriky, navštívil především Etiopii, kterou Itálie získala v nedávné válce.
Za druhé světové války byl v roce 1940 povolán do armády jako frontový zpravodaj. Stal se korespondentem deníku Corriere della Sera v Řecku a Jugoslávii a dostal se na východní frontu do Sovětského svazu. Za realistický popis válečné situace a kritický postoj k nacistickému režimu byl z Ruska odvolán. Počátkem roku 1942 byl poslán do Finska a po Mussoliniho pádu se vrátil do vlasti. Po vstupu americké armády do Itálie působil jako styčný důstojník s americkou armádou až do osvobození.
Svůj postoj k válce vyjádřil ve svých nejslavnějších knihách Kaput (Kaputt, 1944) a Kůže (La pelle, 1949). Reportáž a fikce se doplňují a umocňují místy až brutální svědectví o zrůdnosti válek, v nichž nejde o ideály, vítězství a svobodu, ale o záchranu vlastní kůže, holé existence.
V roce 1947 se přestěhoval do Paříže, kde napsal dramata Proustův svět a Das Kapital. V roce 1950 napsal a režíroval neorealistický film Zakázaný Kristus, který získal cenu na filmovém festivalu v Berlíně. V letech 1946 až 1956 byl také stálým přispěvatelem novin ‎Il Temo, s korespondencí z Itálie i ze zahraničí. ‎‎Prózy pro časopis Il Tempo vydal pod názvem Slunce je slepé (Il sole é cieco).

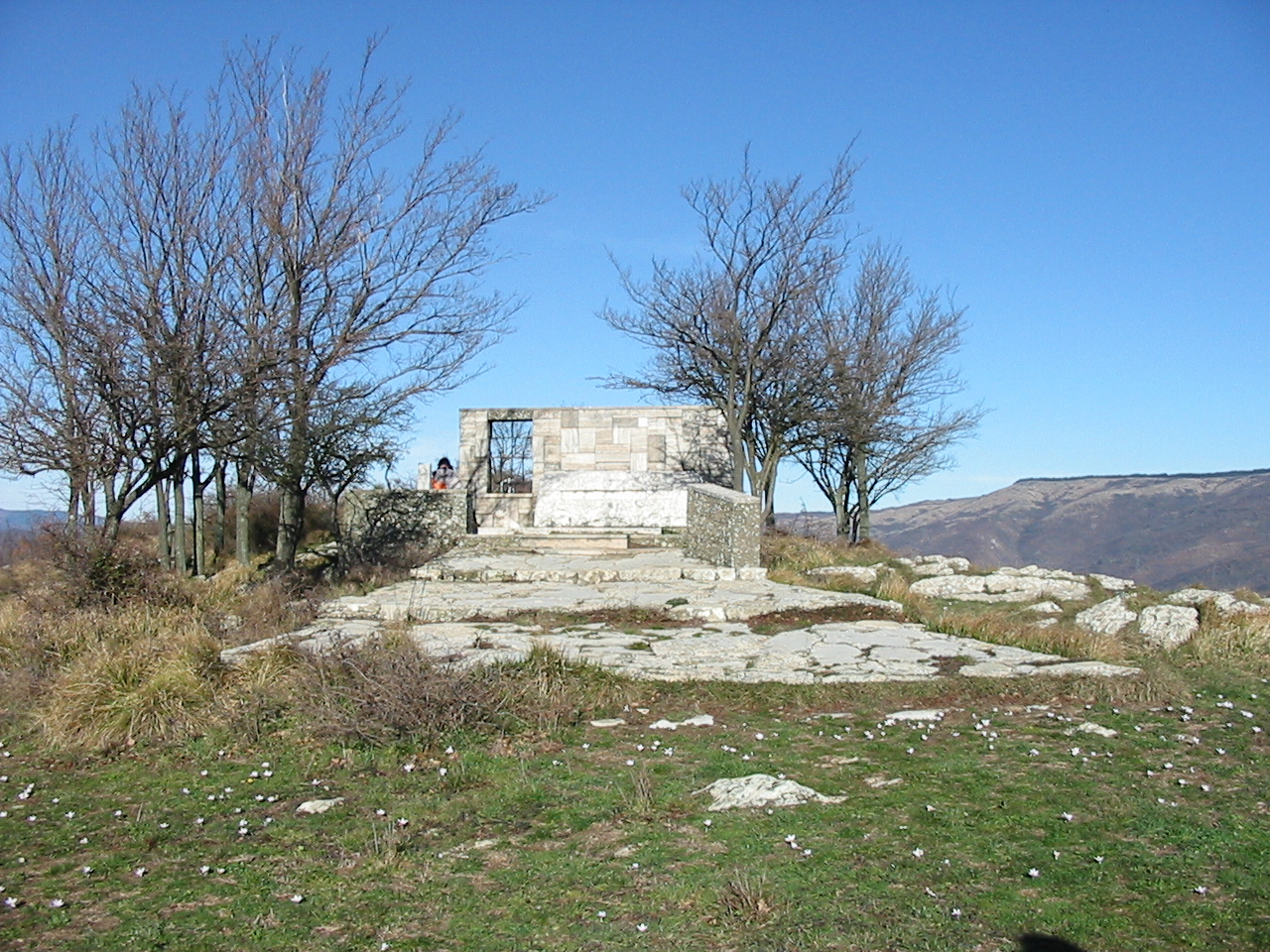
Malaparteho hrob nad Pratem

Po skončení války podporoval komunistickou stranu. V padesátých letech cestoval po Sovětském svazu a Číně. Byl nadšeným obdivovatelem Mao Ce-tunga a čínskému svazu spisovatelů chtěl dokonce odkázat svůj dům na ostrově Capri. Cestu po Číně v roce 1956 musel předčasně ukončit kvůli zánětu pohrudnice a chronické plicní nemoci. Po návratu byl hospitalizován na klinice v Římě, kde po několika měsících zemřel na rakovinu plic ve věku 59 let. Krátce před smrtí se přiklonil ke katolické víře.
Podle svého přání byl v roce 1961, čtyři roky po smrti, slavnostně pohřben v ‎‎mauzoleu‎‎ postaveném na vrcholu hory Monte Le Coste (nazývané „Spazzavento“) nad rodným Pratem.
Kromě románů a reportážních próz psal také básně, povídky, dramata, eseje a politické stati.